# Мобильная гвардия
Мобильная гвардия (фр. mobile guard — «мобильная охрана»), сокращённо мо́били, — вспомогательные вооружённые формирования Франции, существовавшие в 1848—1872 годах.

## История создания
Сразу, после Февральской революции 1848 года и свержения короля Франции Луи Филиппа, перед пришедшим к власти Временным правительством, встал вопрос о дальнейшей борьбе с радикальным крылом революционеров и сохранении власти.
Утром 25 февраля был издан один из первых декретов Временного правительства — декрет о формировании мобильной охраны (гвардии). Согласно ему, создавались 24 батальона по тысяче человек (по два батальона на каждый район Парижа) и один так называемый «морской». В мобильную охрану (гвардию) принимались молодые люди от 16 до 30 лет, без всяких формальностей — в обход закона. Жалованье «мобилей» составляло один франк 50 сантимов в день, что в шесть раз превышало жалованье солдат регулярной армии Франции.

Они принадлежали большей частью к люмпен-пролетариату, который имеется во всех больших городах и резко отличается от промышленного пролетариата. Этот слой, из которого рекрутируются воры и преступники всякого рода, состоит из элементов, живущих отбросами с общественного стола, людей без определённых занятий, бродяг — gens sans feu et sans aveu; они различаются в зависимости от культурного уровня нации, к которой принадлежат, но везде и всегда они сохраняют характерные черты лаццарони. Крайне неустойчивые в том юношеском возрасте, в котором их вербовало временное правительство, они способны были на величайшее геройство и самопожертвование, но вместе с тем и на самые низкие разбойничьи поступки и на самую грязную продажность.— Маркс К.,Энгельс Ф. Сочинения. том 7
Таким образом, Временное правительство создало новую армию из молодых, морально неокрепших, беднейших парижан, и противопоставила её также голодному и бунтующему населению — рабочим. В дни восстания рабочих в Париже в июне 1848 года бойцы мобильной охраны (гвардии) полностью оправдали надежды буржуа. Во время уличных боёв мобили жестоко расправлялись с восставшими.
После того, как среди мобилей обнаружилось движение против Наполеона III, число батальонов мобильной охраны (гвардии) было уменьшено до 12, затем они были размещены по департаментам Франции и распущены.
Мобильная охрана (гвардия) по закону маршала Ньеля, от 1 февраля 1868 года, была вспомогательной армией для защиты крепостей и границ Франции, а также для поддержания порядка внутри государства. В её состав входили все способные носить оружие и почему-либо не зачисленные в армию и её резерв. Срок службы в ней был определён в 5 лет, причём мобильных гвардейцев должны были призывать для учений 15 раз в год, но каждый раз не более, как на один день.
Но организация батальонов мобильной охраны (гвардии) шла очень медленно и до 1870 года во многих частях Франции мобильная гвардия (охрана) существовала лишь на бумаге. В 1870 году мобили впервые были призваны на действительную службу и составили ядро армий национальной обороны во второй период войны с Пруссией. В 1872 году мобильная гвардия (охрана) была упразднена.